# 성주이씨 열녀문
성주이씨 열녀문은 대한민국 충청남도 공주시 이인면에 있다. 1997년 6월 5일 공주시의 향토문화유적 제21호로 지정되었다.

## 개요
남편이 죽은 후 자결한 김원발(金源發)의 처 성주이씨(星州李氏)의 열행을 기리기 위해 1852년(철종 3)에 건립한 것이다. 1838년(헌종 4) 유신환(兪莘煥, 1801~1859)이 지은 비문에 의하면 성주이씨의 행적을 알려 열녀 포장을 청하였으나 뜻을 이루지 못하다가 후손들과 인근 선비들이 1838년에 비석을 세웠다는 사연이 기록되어 있다. 성주이씨열녀문을 세운 지 14년 후인 1852년에 다시 천거하여 정려를 포장받게 되었다. 현재의 건물은 1985년경에 보수한 것이다.
정려는 정면 1칸, 측면 1칸 맞배지붕 건물로, 사면은 홍살로 처리하였다. 정려 내부에는 '열녀선산김원발처성주이씨지려상지삼년임자명정(烈女善山金源發妻星州李氏之閭上之三年壬子命旌)'이라는 현판이 걸려 있고, 현판 아래에는 1838년(헌종 4) 유신환(兪莘煥)이 쓴 성주이씨의 열행 사적을 새겨놓은 '열녀선산김원발처성주이씨지비(烈女善山金源發妻星州李氏之碑)'가 세워져 있다.